# Faro de San Juan de Salvamento
El Faro de San Juan de Salvamento (conocido también como el Faro del Fin del Mundo) se encuentra al noreste de la isla de los Estados, provincia de Tierra del Fuego, Antártida e Islas del Atlántico Sur, en Patagonia, al sur de Argentina. Es el faro más antiguo de la República Argentina y el primero en ser edificado en cercanía a las aguas australes. La novela de Julio Verne El faro del fin del mundo, le dio al faro reconocimiento internacional como también su apodo.

## Origen del nombre
El promontorio rocoso donde se levanta el faro fue bautizado "cabo San Juan" el 29 de enero de 1706, por Juan de Noail, señor de Parc (Jean Nouail o Nouaille, sieur du Parc, en francés), capitán del navío corsario Sage-Salomon, del puerto bretón de Saint-Malo. El añadido "de Salvamento" fue impuesto por el comodoro Augusto Lasserre en abril de 1884, durante la construcción del faro, a fin de dejar patente su finalidad. El nombre San Juan de Salvamento se extendió al entorno del cabo y en particular al pequeño puerto que fue instalado en una bahía contigua.

## Historia

### El faro original
Su construcción data de 1884, cuando la División Expedicionaria al Atlántico Sur, al mando del comodoro Augusto Lasserre, estableció en la isla de los Estados una subprefectura marítima, un penal y una estación de salvamento para auxilio de los numerosos naufragios que se producían en las inmediaciones del cabo de Hornos. El faro era una casa de madera de lenga (roble de Tierra de Fuego) de 16 lados, y de apenas 5 m de alto (algo más de 6 m incluyendo la bola de metal) por 9 m de diámetro. El tejado casi circular estaba recubierto de una lona impermeable. Su equipo luminoso era del mismo tipo usado 3 años después en el faro Río Negro. La luz estaba proporcionada por 8 lámparas fijas de queroseno colocadas detrás de unas ventanas cuyos cristales eran lentes de Fresnel. Vivían en él seis fareros. La cárcel militar que funcionaba en el faro fue trasladada en marzo de 1899 a Puerto Cook, dentro de la misma isla.
Pero la ubicación del faro no proporcionaba una buena visibilidad de su haz de luz. Si bien estaba a 60 metros de altura la luz de las lámparas de aceite era muy débil. Por otra parte la nubosidad es alta y se estanca sobre los montes de la Isla ocultando el faro. También sucede que  tanto la Isla de Año Nuevo como muchos islotes quedaban al norte del faro y muchos buques tratando de fijar su posición con el avistaje del faro naufragaron.
Por este motivo en 1901 el gobierno argentino, en colaboración con la Comisión Internacional Organizadora de la Expedición Antártica, decidió levantar el Faro Año Nuevo, situado un poco más al norte, en la isla Observatorio. Por otro lado, debido a las duras condiciones de vida en la isla, tanto para los presos como para sus guardianes, se optó por trasladarles a un nuevo penal en Ushuaia. El faro dejó el servicio el 1 de octubre de 1902, día en que se prendió el Faro Año Nuevo al que se trasladó el Libro de Guardia del antiguo faro de San Juan de Salvamento. Para completar la señalización del estrecho de Magallanes, en 1904 se encendió el faro del cabo Vírgenes.
Julio Verne se inspiró en ese faro para escribir su novela El faro del fin del mundo, publicada póstumamente en 1905. Si bien el faro de la novela es una torre de piedra que nada tiene que ver con el faro real, el autor lo sitúa precisamente en el cabo San Juan de la isla de los Estados, entre la bahía del mismo nombre y una bahía de nombre ficticio, la bahía de Elgor.

### Recuperación y reconstrucción
El faro original fue abandonado y permaneció en ruinas cerca de un siglo. En 1989 con personal del Museo Territorial se hizo un primer relevamiento de la zona. En 1994 los restos fueron visitados por el navegante francés André Bronner que, fascinado por la novela de Jules Verne, partió en busca del "faro del fin del mundo". Volvió a la isla en 1995, donde permaneció 3 meses aislado y sobreviviendo con medios rudimentarios en Bahía Flinders, extremo occidental de la isla. Decidió emprender el proyecto de reconstruir el faro, y con este fin creó el mismo año en el puerto francés de La Rochelle la Asociación del Faro del Fin del Mundo. Consiguió el apoyo de las autoridades de Tierra de Fuego y Ushuaia, de la Armada Argentina, del gobierno francés y de varias empresas privadas que recibieron la idea con entusiasmo. El proyecto recibió también aportaciones económicas de los ayuntamientos franceses de Nantes (ciudad natal de Jules Verne) y de La Rochelle (lugar de residencia de André Bonner). En 1996, la municipalidad de Ushuaia decretó de interés municipal el proyecto de reconstrucción.
Se llevó a cabo una labor de investigación en documentos y fotografías de la época, para recuperar el diseño original del edificio. En 1995 se firmó un convenio entre el Museo Marítimo de Ushuaia, el Museo del Fin del Mundo y la Armada Argentina para realizar el relevamiento de San Juan de Salvamento. Sobre la base de los planos elaborados por el ingeniero civil Mirón Gonik, y gracias al relevamiento realizado en los restos del faro y especialmente en sus cimientos, se construyó en el antiguo penal de Ushuaia una maqueta en escala 1/1 que fue inaugurada el 3 de octubre de 1997. Lo que se pudo recuperar de los restos del faro fue llevado en febrero de 1997 al Museo Marítimo de Ushuaia, aprovechando el paso por la isla de los Estados del rompehielos ARA Almirante Irizar, que volvía de una expedición en la Antártida. Esta réplica reproduce fielmente la forma original del edificio. En el interior del faro se ha recreado la vida de los torreros en aquellos lugares, y los trabajos de índole arqueológicos en San Juan de Salvamento e Isla de los Estados en general. También se han colocado los restos del faro original.
Las obras de construcción del nuevo faro, similar al original faro de San Juan de Salvamento, en su emplazamiento original fueron llevadas a cabo durante el verano de 1998 por un equipo de 8 franceses bajo supervisión de André Bronner, y con apoyo logístico de la municipalidad de Ushuaia y de la Armada argentina que prestó el aviso ARA Suboficial Castillo (A-6) para el transporte de hombres y materiales de Ushuaia a la isla de los Estados. El edificio fue construido en Francia, y llevado desmontado desde La Rochelle hasta Ushuaia. La luz del faro fue encendida el 26 de febrero de 1998, y la asociación francesa donó el edificio al Servicio de Hidrografía Naval argentino. Las características del faro se registraron en el Servicio Hidrográfico y Oceanográfico de la Marina, y desde entonces figura en las cartas náuticas.
En diciembre de 2001, trasladados a bordo del rompehielos Ice Lady Patagonia, tres carpinteros de la Asociación de Amigos de la Isla de los Estados, con ayuda de un cabo de la Armada Argentina, realizaron por cuenta propia obras de mantenimiento y mejoras en el faro; abrieron dos ventanas suplementarias para dar más luz al interior, instalaron unas bajantes para recuperar el agua de lluvia en unos barriles de madera (como en el faro original), y pintaron el faro de blanco para proteger la madera. A comienzos de 2010, personal trasladado por la patrullera ARA Intrépida (P-85) realizó obras de acceso a las instalaciones.

## Galería de imágenes

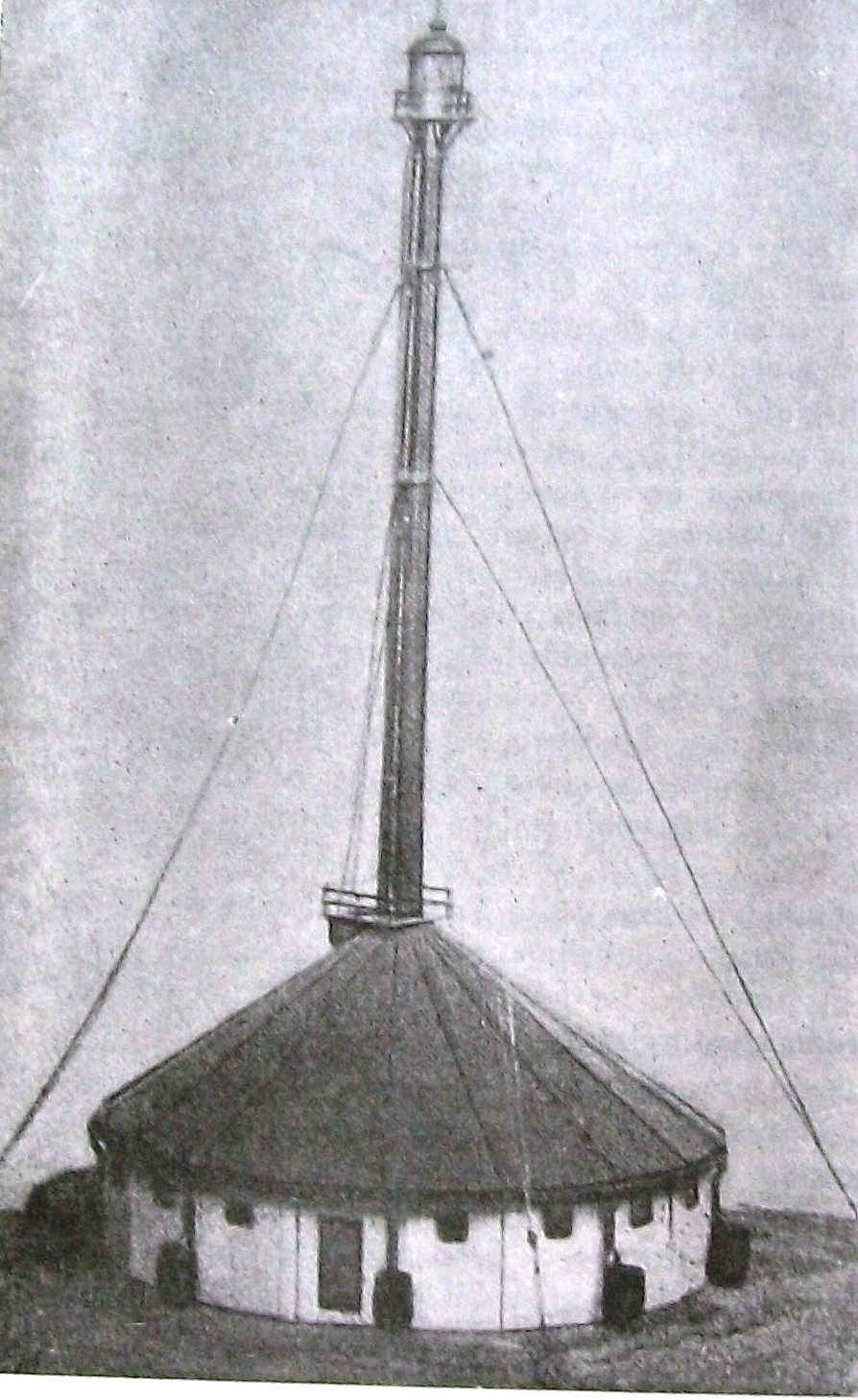
El faro entre los años 1884 y 1902 con una elevación mayor a la actual para su visibilidad.
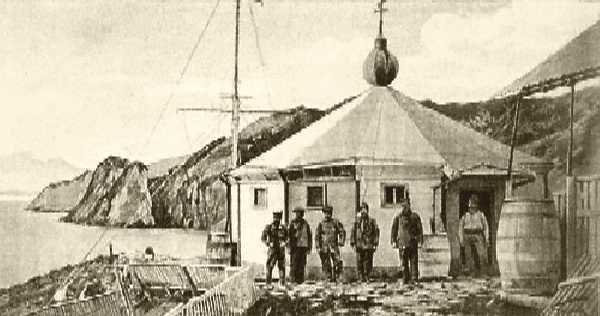
El faro después del año 1902, ya sin la torre final y con soldados custodiandolo.
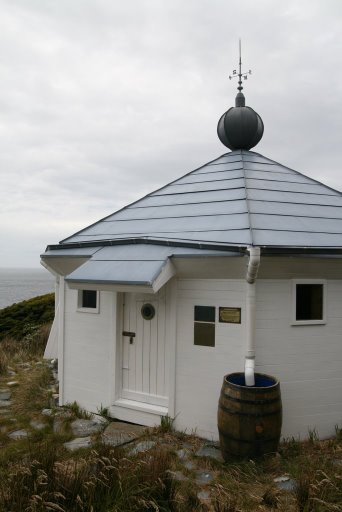
El faro a mediados del año 2008, después de su reconstrucción a fines de la década de los 90.
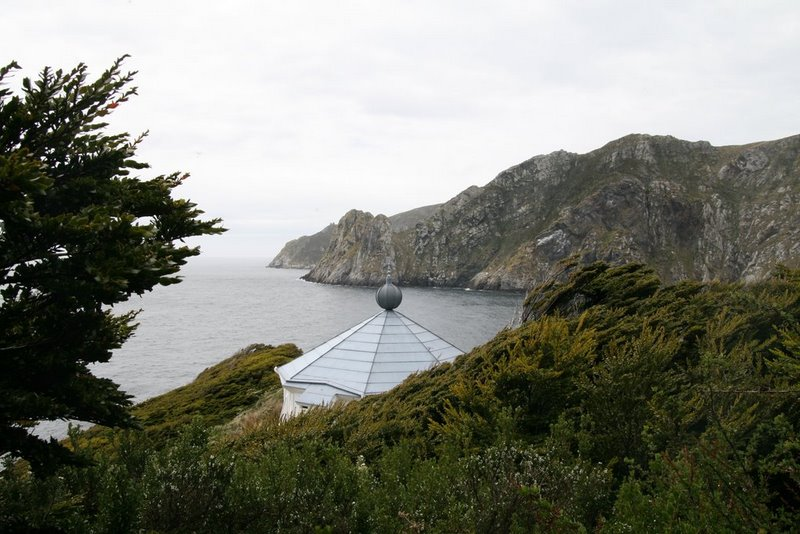
Vista de las montañas y el mar cercanas al faro, a finales del año 2008.
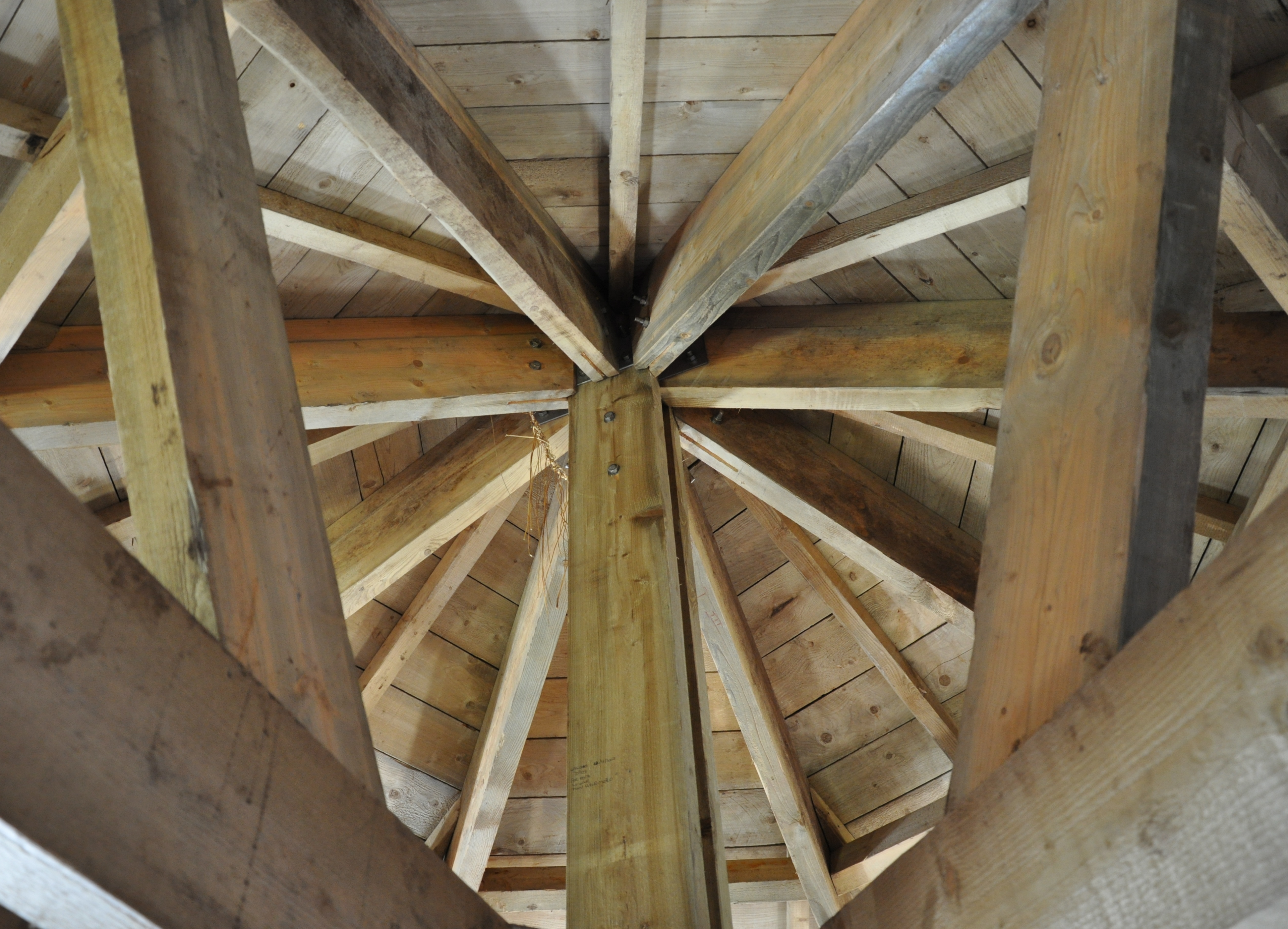
Interior del faro hecho construido en su mayoría de madera cerca del año 2010.
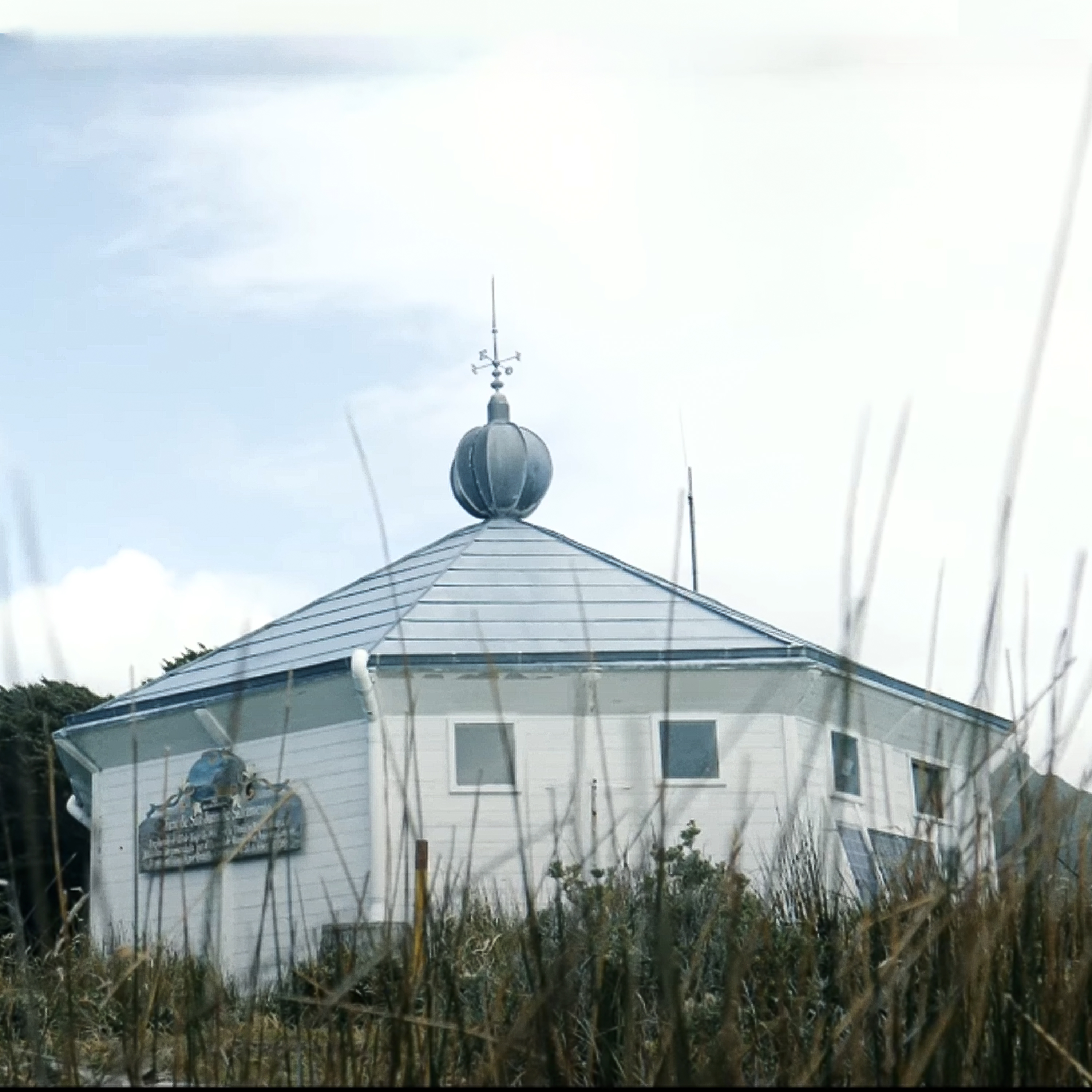
Vista del Faro a mediados de enero del año 2022.

## Características
El faro actual es una casa octogonal de 6,50 m de altura total, ubicada sobre un promontorio rocoso, a 60 m sobre el nivel del mar. Está construida en madera de cedro, con un techo de zinc rematado por una bola del mismo material. No tiene linterna, y la luz es proyectada a través de una ventana que da al mar. Unos paneles solares suministran la energía eléctrica necesaria.

## Declaración del Faro como Monumento Nacional
El 22 de julio de 1976, el faro de San Juan de Salvamento fue declarado Monumento Histórico Nacional por decreto n.º 1385, decreto que fue derogado en 1999, puesto que los restos originales del faro habían sido trasladados al Museo Marítimo y del Presidio de Ushuaia por personal del Museo y la Armada Argentina. 
Debido a la importancia histórica del lugar y siendo necesario preservar su memoria, el decreto 64/99 del 3 de febrero de 1999 declaró Lugares Históricos Nacionales a los emplazamientos donde estuvieron ubicados el faro y el puerto de San Juan de Salvamento.

## Réplica del Faro en La Rochelle
En el año 2000, el aventurero francés André Bronner, impulsó la construcción de otra réplica del faro original de San Juan de Salvamento, frente a la costa de La Rochelle, en la costa atlántica de Francia. Llamado también Faro del Fin del Mundo, este faro está construido en el mar, sobre pilares.